# Õilme Võro
Õilme Võro (* 2. Januar 1996 in Võru) ist eine estnische Leichtathletin, die sich auf den Sprint spezialisiert hat.

## Sportliche Laufbahn
Erste internationale Erfahrungen sammelte Õilme Võro im Jahr 2013, als sie bei den Jugendweltmeisterschaften in Donezk mit 12,45 s und 25,19 s jeweils in der ersten Runde über 100 und 200 Meter ausschied. 2015 schied sie bei den Junioreneuropameisterschaften in Eskilstuna mit 12,12 s im Halbfinale im 100-Meter-Lauf aus und 2017 kam sie bei den U23-Europameisterschaften in Taipeh mit 24,36 s nicht über den Vorlauf über 200 Meter hinaus. Anschließend schied sie bei der Sommer-Universiade in Taipeh mit 12,00 s im Viertelfinale über 100 Meter aus und kam über 200 Meter mit 24,74 s nicht über den Vorlauf hinaus. 2023 erreichte sie bei den Halleneuropameisterschaften in Istanbul das Halbfinale im 60-Meter-Lauf und schied dort mit 7,29 s aus. Im Juni wurde sie bei der 2. Liga der Team-Europameisterschaft im Rahmen der Europaspiele in Chorzów in 11,65 s Sechste über 100 Meter. Im Jahr darauf stellte sie bei den Hallenweltmeisterschaften in Glasgow im Vorlauf über 60 Meter mit 7,24 s einen neuen Landesrekord über 60 Meter auf und schied dann mit 7,31 s im Semifinale aus.
In den Jahren 2018, 2019 und 2023 wurde Võro estnische Meisterin im 100-Meter-Lauf sowie 2017 und 2019 über 200 Meter. Zudem wurde sie 2018 und 2020 sowie 2023 und 2024 Hallenmeisterin über 60 Meter sowie von 2016 bis 2018 und 2020 und 2023 über 200 Meter.

## Persönliche Bestleistungen
- 100 Meter: 11,42 (+1,5 m/s), 11. Juni 2023 in Pärnu
  - 60 Meter (Halle): 7,24 s, 2. März 2024 in Glasgow (estnischer Rekord)
- 200 Meter: 23,86 s, 19. Februar 2023 in Tallinn